# Bairakivka, Nemîriv
Bairakivka (în ucraineană Байраківка) este localitatea de reședință a comunei Bairakivka din raionul Nemîriv, regiunea Vinnița, Ucraina.

## Demografie
Componența lingvistică a localității Bairakivka
     Ucraineană (98,54%)
     Rusă (1,46%)
Conform recensământului din 2001, majoritatea populației localității Bairakivka era vorbitoare de ucraineană (98,54%), existând în minoritate și vorbitori de rusă (1,46%).